# HaGalil
haGalil onLine ist ein jüdisches Online-Magazin in deutscher Sprache mit Sitz in München und Tel-Aviv. Der Name ist hebräisch für „Galiläa“ (הגליל).

## Entstehung
Das Projekt wurde im Jahr 1995 von David Gall (1956–2014) gegründet, der zusammen mit seiner Ehefrau Eva Ehrlich Herausgeber der Seiten war. Betrieben wird die Website von München und Tel-Aviv aus. In einem Interview 2001 erklärte Gall, er sei damals auf der Suche nach Begriffen aus dem Judentum wie Talmud, Schabath, koscher sowie auch nach Wörtern wie „Auschwitz“ oder „Hitler“ fast ausschließlich auf Nazi-Websites gestoßen, und dies habe den Anlass zur Gründung von haGalil onLine gegeben. Die ersten Webseiten seien dann aber unter dem Schock der Ermordung des Ministerpräsidenten Jitzchak Rabin im November 1995 entstanden, und haGalil sei dann allmählich gewachsen:

„Schließlich haben wir uns entschlossen, den Dienst professionell zu betreiben. Damit reagierten wir auch auf die weitere Zunahme von Nazi-Seiten im Netz und die Tatsache, dass Antisemitismus das zentrale Merkmal neonazistischer Propaganda ist. Wir nahmen uns vor, dass wir jeder dieser Hetz- und Propagandaseiten hundert unserer Seiten mit echten Informationen entgegensetzen würden.“

Im Jahr 2014 hat David Galls Tochter, die Journalistin und promovierte Historikerin Andrea Livnat, die Leitung der Redaktion übernommen.

## Inhalte
haGalil ist eine Artikelsammlung und ein Bildungs- und Informationsangebot zu vielfältigen Aspekten aktuellen jüdischen Lebens, Geschichte, Kultur und Religion. Hauptthemen sind Judentum und Israel sowie der Nahostkonflikt, insbesondere der Israelisch-Palästinensische Konflikt, Judenfeindlichkeit, Antisemitismus und Rechtsextremismus, speziell in der Bundesrepublik Deutschland. Die Redaktion informiert über alle Richtungen des Judentums, von orthodoxen wie von liberalen Strömungen, über den Zionismus und politische Gruppen in Israel. Ein Großteil des Angebots besteht aus thematisch relevanten Artikeln aus anderen Medien, Buchrezensionen, aktuellen Nachrichten und Hintergrund-Informationen.

## Betreiber und Autoren
Träger und Betreiber ist der Verein haGalil e. V. mit Sitz in München. Zweck des Vereins ist die Förderung von Wissenschaft und Forschung sowie der Völkerverständigung. Dies geschieht durch Veröffentlichung von Erkenntnissen aus der wissenschaftlichen Forschung in Druck- und EDV-Medien sowie durch Abhaltung von Kolloquien, Diskussionsforen, Bildungs- und Aufklärungsveranstaltungen. Darüber hinaus werden Informationsveranstaltungen, Stadtrundgänge, Ausstellungen, Filmabende etc. für Lehrer und Schüler, Journalisten und andere Interessierte angeboten.
Die Seiten von haGalil onLine werden regelmäßig von zehn bis zwölf Personen ehrenamtlich betreut. Hinzu kommen gelegentliche Mitarbeiter, die u. a. Chatrooms für Jugendliche im Internet betreuen.

## Ziele
haGalil versteht sich selbst als Gegengewicht zu antisemitischen und neonazistischen Seiten im World Wide Web. Neben der Berichterstattung über jüdisches Leben und jüdische Kultur in Geschichte und Gegenwart in Deutschland und Europa, Entstehung und Entwicklung des Staates Israel sowie dessen Einbindung im Nahen Osten ist ein zweiter Arbeitsschwerpunkt, antisemitischer und rechtsextremer Propaganda im Internet entgegenzutreten. haGalil ist dabei vor allem durch drei Projekte zu deren Eindämmung bekannt geworden. Das Motto „100 Seiten Wahrheit für jede Seite Lüge und Hass“ steht für das Ziel, Websites mit antisemitischen oder geschichtsrevisionistischen Inhalten von den höheren Suchmaschinenrängen zu verdrängen.

## Bekämpfung von Rechtsextremismus und Antisemitismus im Internet
Seit 1997 steht ein eigenes „Formular zur Meldung rechtsextremistischer Seiten“ bereit, um rechtsextreme, rassistische und antisemitische Internetangebote zu melden. Monatlich gehen über zweihundert Meldungen bei der Redaktion ein. Jede Meldung wird auf die strafrechtliche Relevanz der angegebenen Website geprüft und gegebenenfalls eine Anzeige erstattet. Die Anwälte des Fördervereins haGalil e. V. konnten so in mehreren Fällen eine gerichtliche Verurteilung erwirken.
Das primäre Ziel ist jedoch, die unmittelbaren Urheber rechtsextremer Seiten zu ermitteln und Polizei sowie Verfassungsschutzbehörden entsprechend zu informieren. Erst an zweiter Stelle geht es darum, die Provider zur Entfernung der Internetpräsenz zu bewegen. Bei massivem Missbrauch bestimmter Internetangebote können so Maßnahmen nach dem Medienstaatsvertrag gegen den Provider ergriffen werden. Nach Angaben der Redaktion erfolgten bis zu 50 Prozent aller Urteile gegen neonazistische und antisemitische Propagandadelikte im Internet auf Anzeigen von haGalil. Dabei mussten die Anwälte des Trägers Staatsanwälten und Polizei oft erst ihre Möglichkeiten klarmachen:
Oft heißt es ja, dass keine Strafverfolgung möglich sei, wenn Hetzseiten von ausländischen Servern „gehostet“, also verwaltet würden. Doch wenn der Herausgeber solcher Naziseiten nachweislich in der Bundesrepublik Deutschland sitzt, kann die Staatsanwaltschaft tätig werden. Wir finden uns dann in der seltsamen Rolle, Staatsanwälten zu erklären, dass sie die Pflicht zur Strafverfolgung haben – nicht, weil wir das wollen, sondern weil es so in den deutschen Gesetzen steht.
Der Internetdienst veröffentlichte im Oktober 2003 einen kritischen Artikel über eine vielfach als antisemitisch eingestufte Rede des damaligen CDU-Bundestagsabgeordneten Martin Hohmann. Die durch die Veröffentlichung ausgelöste Hohmann-Affäre führte zu dessen Ausschluss aus der CDU.
Staatliche Initiativen, Rechtsextremismus im Internet durch Filtersoftware, Appelle an die Selbstverantwortung der Provider oder einen ethischen „Weltkonsens“ zu bekämpfen, wie ihn die frühere Bundesjustizministerin Herta Däubler-Gmelin anstrebte, beurteilt Gall dagegen skeptisch. Er bezeichnet diese Initiativen als kontraproduktiv und hält es für nicht sehr wahrscheinlich, dass sich arabische Länder einem Weltkonsens anschließen, der ihnen vorschreibt, was sie beispielsweise über Israel und den Nahostkonflikt publizieren dürfen. Er fährt fort:
Ich denke, die zuständigen Stellen haben die Brisanz des Problems, auch in Bezug auf islamistische Hetze, nie begriffen, und dementsprechend gering ist dann auch die Bereitschaft, sich mit erfolgreichen Lösungsansätzen auseinanderzusetzen. Manchmal habe ich gedacht, dass wir abschalten müssen, weil wir allein diese Aufgabe nicht leisten können. Doch dann weiß ich, dass tausende von Schülern, die unsere Seiten lesen, die uns E-Mails schicken, an Internet-Foren teilnehmen oder auch anrufen, wieder auf Nazi-Seiten landen. Insofern wäre es verantwortungslos, haGalil aufzugeben.

## Finanzierung
haGalil finanziert sich durch Werbeeinnahmen sowie Spenden. Zwischen 2002 und 2004 wurde es teilweise auch durch entimon, ein Teil des Aktionsprogramms der Bundesregierung „Jugend für Toleranz und Demokratie – gegen Rechtsextremismus, Fremdenfeindlichkeit und Antisemitismus“ mit bis zu 100.000 Euro gefördert. Eine weitere Förderung wurde vom zuständigen Bundesministerium für Familie, Senioren, Frauen und Jugend im Januar 2005 mit unterschiedlichen Begründungen, unter anderem einem Wechsel des Trägers, abgelehnt. Mit etwa 3,4 Millionen Seitenaufrufen von rund 320.000 Lesern monatlich gehört die Seite zu den großen Online-Diensten Deutschlands.

## Hackerangriff
Am 2. Februar 2006 gegen 6:00 Uhr wurde die Website gehackt und dabei alle Daten vom haGalil-Server gelöscht. Neben haGalil.com waren rund 60 weitere Seiten von dem Hackerangriff betroffen. Einen Tag davor hatte haGalil die Mohammed-Karikaturen von Jyllands-Posten veröffentlicht und antisemitischen und antiamerikanischen Karikaturen gegenübergestellt. Dazu erwähnte David Gall Morddrohungen wie „Tötet die Dänen!“ und gab bekannt, dass die IP-Adresse, von der aus eine entsprechende Datei eingesetzt worden ist, […] nach Katar führt. Ein Großteil der Daten war als Sicherungskopie vorhanden, sodass haGalil ca. zwei Wochen nach dem Angriff wieder online gehen konnte.

## Publikation
- David Gall, Andrea Livnat: HaGalil OnLine. Strategien gegen Rechts. In: Stephan Braun, Daniel Hörsch (Hrsg.): Rechte Netzwerke – eine Gefahr.  VS Verlag, Wiesbaden 2004, ISBN 978-3-8100-4153-1, S. 243–250.
- Andrea Livnat: Antisemitismus im Internet. Aus den Erfahrungen eines Fachmediums im Internet. Bundeszentrale für politische Bildung, 22. Januar 2007.